# NGC 5159
NGC 5159 is een spiraalvormig sterrenstelsel in het sterrenbeeld Maagd. Het hemelobject werd op 30 april 1864 ontdekt door de Duitse astronoom Albert Marth.

## Synoniemen
- UGC 8460
- MCG 1-34-22
- ZWG 44.88
- PGC 47235